# Gentianopsis holopetala
Gentianopsis holopetala là một loài thực vật có hoa trong họ Long đởm. Loài này được (A.Gray) H.H.Iltis mô tả khoa học đầu tiên năm 1965.